# أحمد تاج الدين شاه سلطان فيرق
أحمد تاج الدين شاه (1577-1584) كان ثالث سلاطين فيرق. أصبح السلطان بعد وفاة والده السلطان منصور شاه الأول.
أصبح سلطان في 1577 وحكم لمدة سبع سنوات. توفي في 1584  ودفن في قرية جاجه، فيرق. 
| سبقه منصور شاه الأول | سلطان فيرق 1577-1584 | تبعه تاج العارفين |